# Vẫn mãi yêu anh
Vẫn mãi yêu anh là album phòng thu thứ sáu của ca sĩ nhạc pop Thủy Tiên, phát hành vào ngày 19 tháng 12 năm 2011 do hãng Youth Entertainment và Viết Tân. Sau khi tham gia chương trình truyền hình Bước nhảy hoàn vũ, cô đã ngừng nhận những lời mời trình diễn suốt một tháng để thu âm các ca khúc cho album. Cô đã thực hiện album tại hai phòng thu gồm Po Studio và Phú Studio chỉ trong vòng một tháng. Phần lời của album nói về sự lạc quan, yêu đời, nói về sự mạnh mẽ vượt qua mọi trắc trở trong cuộc sống của một cô gái trẻ luôn tự tin vào bản thân. Album chủ yếu xoay quanh thể loại Dance pop và là cách "thay đổi khẩu vị cho khán giả" của Thủy Tiên, bởi sau năm album thể pop-ballad, cô e rằng người nghe đã nhàm chán. Theo Thanh Niên Online, hơn 1 tỷ đồng đã được cô đầu tư cho album này.
Kể từ khi phát hành, bài hát cùng tên album Vẫn mãi yêu anh đã thu hút hơn 5 triệu lượt nghe trên trang nhạc trực tuyến Zing MP3. Video âm nhạc của ca khúc chủ đề với kinh phí cho những đạo cụ hậu trường hơn 120 triệu đồng và phần trang phục hơn 200 triệu. Video nhận nhiều ý kiến tích cực từ những nhà phê bình, nhưng lại nhận đa số ý kiến trái chiều của khán giả. Ngoài ra, video còn đối mặt với một số vấn đề tranh cãi khi giới báo chí cho rằng trang phục của Thủy Tiên khá giống như trang phục mà nghệ sĩ thu âm người Mỹ Beyoncé Knowles đã mặc trong tour lưu diễn I Am... Tour và sự trùng khớp về giai điệu giữa "Vẫn mãi yêu anh" và "(What Is) Love?" của ca sĩ nhạc Latin pop Jennifer Lopez.

## Thực hiện và phát hành

### Bối cảnh thực hiện
Sau khi nhận giải Á quân chương trình truyền hình Bước nhảy hoàn vũ năm 2011, Thủy Tiên đã ngừng nhận những lời mời trình diễn và tập trung thực hiện album thứ sáu, Vẫn Mãi Yêu Anh. Album đã được thực hiện trong vòng một tháng tại hai địa điểm là Phòng thu Po Studio và Phú Studio. Khác với những album trước, trong album này Thủy Tiên sẽ trình bày những ca khúc của những tác giả khác chứ không chỉ riêng của mình. Theo Thanh Niên Online, kinh phí thực hiện album hơn 1 tỷ đồng. Album đã được sản xuất bởi Quang Trí và gồm những sáng tác của Phúc Trường, Hoàng Tôn, Quốc Bảo và của cô. Vào ngày 25 tháng 9 năm 2011, trên đường từ nhà riêng đến sân bay để đi Đà Nẵng, cô đã bị ngất xỉu trên ô tô và được trợ lý đưa vào bệnh viện tại Thành phố Hồ Chí Minh. Theo quản lý của Thủy Tiên, cô đã bị ngất xỉu vì phải thức hai ngày liền chuẩn bị cho album và trình diễn tại các tỉnh miền Tây. Sau đó, cô đã nghỉ ngơi trong vòng một tuần và phải hủy hai buổi diễn lớn tại Đà Nẵng và tour lưu diễn tại các tỉnh miền Bắc. Sau đó, bản demo (hát thử) của một trong những bài hát nằm trong album là "Giấc mơ diệu kỳ" đã bị rò rỉ trên mạng với tên "Không thể giết chết em." An ninh Thủ Đô cho rằng cô đã khẳng định rằng "những vụ bê bối 'không thể giết chết cô'" trong bản demo.

### Phát hành
Vào ngày 13 tháng 12 năm 2011, bộ ảnh quảng bá cho album đã được ra mắt, trang Ngôi Sao đã bình luận rằng Thủy Tiên đã "khoe vẻ đẹp nữ tính và quyến rũ", "sang trọng và gợi cảm hơn". Hai ngày sau đó, 15 tháng 12 năm 2011, video âm nhạc của bài hát chủ đề "Vẫn Mãi Yêu Anh" đã được phát hành. Vào ngày 19 tháng 12 năm 2011, cô đã phát hành album của mình cùng một buổi họp báo tại khách sạn Sheraton ở Thành phố Hồ Chí Minh. Nơi cô ngồi trên chiếc xích đu đã từng có mặt trong cảnh quay của video âm nhạc "Vẫn Mãi Yêu Anh".

## Sáng tác
Vẫn mãi yêu anh gồm hai ca khúc do chính Thủy Tiên sáng tác là "Vẫn mãi yêu anh", "Giấc mơ diệu kỳ", hai ca khúc do nhạc sĩ Phúc Trường viết gồm "Vì em còn yêu", "Cần một vòng tay" cùng "Em không cần" của Hoàng Tôn và "Thiên đường" - bài hát của ca sĩ Ngô Thanh Vân được cô trình diễn lại - của nhạc sĩ Quốc Bảo. Theo trang Phụ Nữ Online thì tất cả các bài hát trong album là mạch cảm xúc được xây dựng nối kết giữa các bài hát: Sau 4 bài hát đầu tiên sôi động thì ca khúc thứ 5 kết hợp giữa những giai điệu trầm buồn và dance-pop mạnh mẽ nhằm tạo cho người nghe cảm giác thư giãn. Tiếp theo đó là ca khúc cuối cùng mang giai điệu pop-ballad trữ tình, lắng đọng, làm dịu cảm giác của người nghe trước khi kết thúc album. Nội dung album xoay quanh sự lạc quan yêu đời và mạnh mẽ trước cuộc sống. Theo Người Lao động, Thủy Tiên đã chia sẻ rằng sự nghiệp và tình yêu lúc này với cô có thể xem như hoàn hảo, nên cô muốn chia sẻ với khán giả sự "quyết liệt" trong công việc. Vì thế, cách hát của cô đã mạnh mẽ, dứt khoát và hát cao hơn trong album. Từ khi bị rò rỉ, ca khúc nằm trong album, "Giấc mơ diệu kỳ" nhận được nhiều đánh giá tích cực từ những phê bình. Cô đã chia sẻ rằng đây là ca khúc được cô sáng tác trong khoảng thời gian liên tục bị những tin đồn dồn dập mà không ai hiểu được mình: 
Khoảng thời gian đó, gần như đêm nào Thủy Tiên cũng khóc và có khi tuyệt vọng, mất hết niềm tin vào mọi thứ. Tuy nhiên, khi ngồi chiêm nghiệm và suy ngẫm lại mọi thứ, Thủy Tiên đã quyết định đứng dậy và chứng minh cho mọi người thấy năng lực của mình bằng công việc, bằng chính những sản phẩm và thành quả lao động của mình.

## Video quảng bá

### Phát hành và thực hiện
Thủy Tiên chia sẻ về video.
Bài hát chủ đề, "Vẫn mãi yêu anh" đã được phát hành dưới dạng video lần đầu tiên trên trang Youtube qua tài khoản chính thức của hãng iFocus ngày 14 tháng 12 và sau đó phát hành chính thức trên Zing MP3 vào ngày 15 tháng 12 năm 2011. Nhưng trên trang YouTube, hãng iFocus còn đăng lên một lời nhắn dưới video bằng tiếng Anh:
Đây là phiên bản đã được chỉnh sửa lại và cắt ngắn do những nhà sản xuất. Bản gốc dài hơn nhưng không được phát hành trước công chúng vì những yếu tố khêu gợi sẽ gây ảnh hưởng lớn đến khán giả.

Thủy Tiên chia sẻ về video âm nhạc của mình: "Các bạn sẽ được thấy hình ảnh mới của Thủy Tiên là sang trọng, gợi cảm, sexy. Đây là bước đi đánh dấu sự chuyên nghiệp trong bước đường hoạt động nghề nghiệp của tôi." Đồng thời, qua video này, cô "hy vọng khán giả sẽ có những phút thư thái khi xem" và "muốn khẳng định đẳng cấp chuyên nghiệp của mình theo xu hướng thế giới." Về phần thực hiện, video đã được quay bằng máy ARRI, toàn bộ phim trường đã được lót gạch bóng và rất nhiều vải được sử dụng để có được những cảnh quay "thật huyền ảo, lộng lẫy, hoành tráng như các chương trình thời trang của Victoria's Secret Fashion Show." Kinh phí của phần hậu trường tổng cộng lên đến 120 triệu đồng. Về phần phục trang cho video, ê-kíp thực hiện đặt thiết kế riêng với chi phí 200 triệu đồng, gồm những thiết kế của nhà thiết kế Lý Quí Khánh, Emporio Armani và Victoria's Secret. Dù vậy, Thủy Tiên từ chối công bố số tiền cụ thể đã đầu tư cho video "Vẫn Mãi Yêu Anh" và cho rằng: "Tiền bạc không quan trọng bằng quyết tâm và lòng yêu nghề của tôi."

### Nội dung

Thủy Tiên trong video âm nhạc.

Video mở đầu với cảnh Thủy Tiên mở một tấm màn, xuất hiện với bộ trang phục ngắn bó sát màu trắng cùng chiếc áo khoác mỏng. Đằng sau cô là nhiều mảnh vải trắng được treo lên cùng ánh sáng chớp tắt liên tục. Sau đó, cô tiếp tục xuất hiện với một chiếc váy dài màu xám có đuôi khoảng 8m khi đang ngồi trên một chiếc ghế cao. Cô sau đó tiếp tục xuất hiện trong một khung cảnh huyền bí, nơi cô ngồi trên một chú ngựa cùng khung cảnh màu hồng tối nhưng vẫn mặc trang phục trong cảnh trước. Sau đó, video trở lại với cảnh quay đầu tiên, nhưng lại chú trọng việc quay cơ thể của cô hơn. Cô tiếp tục trở lại với cảnh quay tối khi đang ngồi trên một chiếc xích đu cùng một bộ đồ ngủ ngắn màu tím. Video tiếp tục chuyển qua cảnh cô đang mặc một bộ đồ bó sát óng ánh với những động tác vũ đạo ngẫu nhiên cùng khung nền tối màu tím-hồng-xanh. Video cuối cùng đã kết thúc cùng những phân đoạn ngắn trong bốn cảnh quay đầu tiên.

### Tiếp nhận

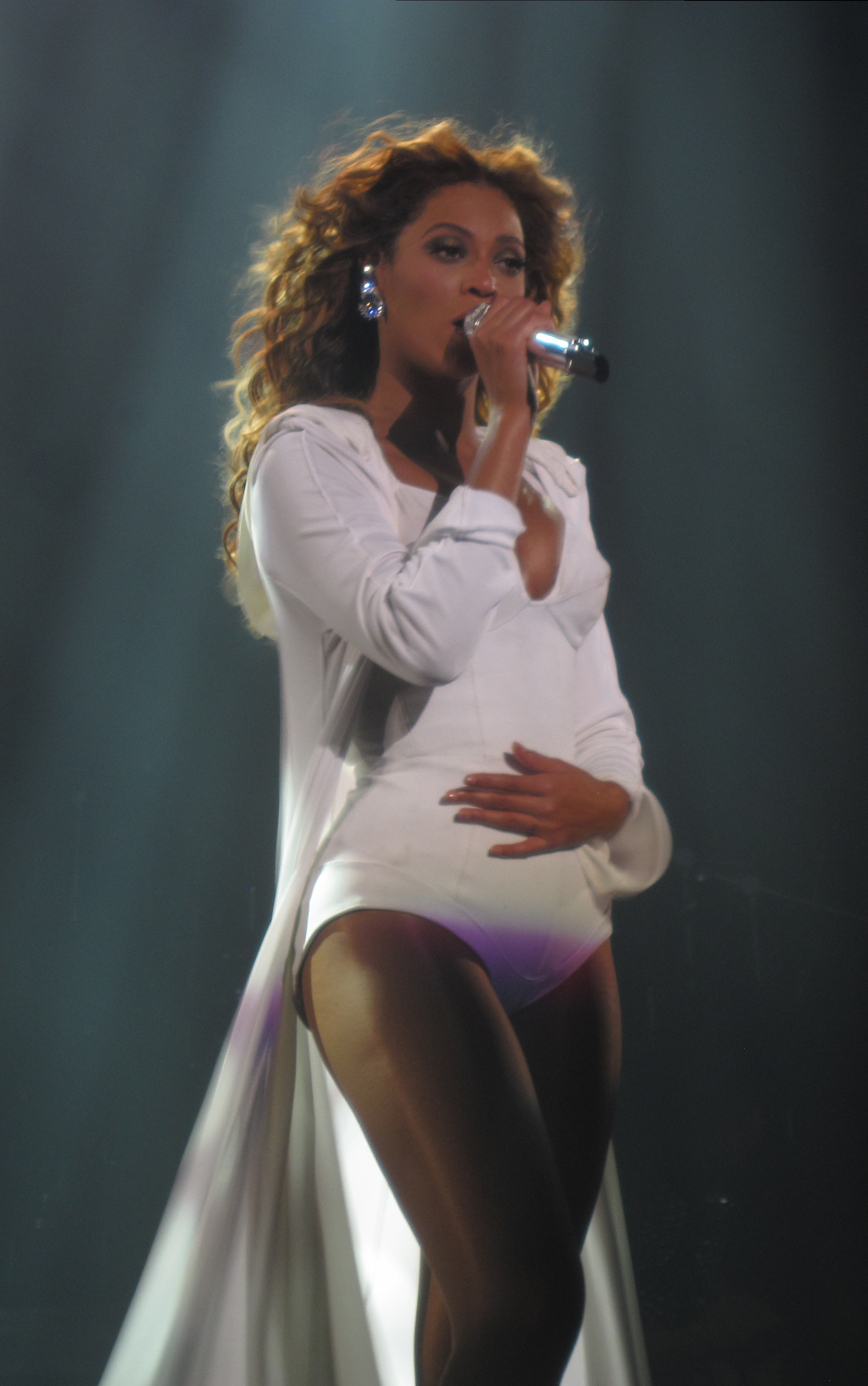
Bộ trang phục của Knowles bị đem ra so sánh với Thủy Tiên trong video.

5 ngày sau khi đăng tải lên trang Zing MP3, video đã thu hút gần 800.000 lượt xem và hiện tại đã thu hút hơn 3 triệu lượt xem. Cho đến tuần 28 tháng 12 năm 2011, video đã xuất hiện tại vị trí á quân trên bảng xếp hạng Video âm nhạc của trang web. Ngược lại, video "Vẫn mãi yêu anh" trên YouTube chỉ thu hút được 12 ngàn lượt xem, cùng 100 ý kiến "thích" và 40 ý kiến "không thích." Dù vậy, đa số khán giả cho rằng những hình ảnh trong video không hề liên quan đến nội dung bài hát và cho rằng cô chỉ "thể hiện một vài động tác rời rạc, không liên quan chủ yếu chỉ để phô diễn hình thể."
Trái lại, những nhà phê bình lại đánh giá khá cao video, cho rằng video có đầu tư và thể hiện được hình ảnh "quyến rũ, gợi cảm" của Thủy Tiên. Phóng viên V.Y của Pháp luật & Xã hội cho rằng cô trong video "rất gợi cảm nhưng sang trọng" và phần trang phục đã giúp cô "khoe những đường cong nóng bỏng." Tương tự, báo An ninh Thủ Đô gọi phần xuất hiện của cô "thật lộng lẫy và gợi cảm", khen ngợi bộ đồ ngủ màu tím của là "siêu sexy" và gọi chú ngựa trong video là điểm nhấn. Phóng viên Trung Sơn của báo VnExpress cho rằng cô đã "tận dụng tối đa lợi thế hình thể" cũng như khen ngợi "đôi chân dài cùng đường cong quyến rũ làm nên những phân đoạn bắt mắt" trong video. Dù vậy, một đánh giá trái chiều đã đến từ báo Tiền Phong Online, phóng viên Su Su thắc mắc rằng "việc dư thừa tự tin vào nhan sắc [của Thủy Tiên] đã khiến cô không tỉnh táo chăng?"

### Tranh cãi
Bên cạnh thành công của mình, video còn dẫn đến một số tranh cãi về giai điệu bài hát cũng như trang phục trong video. Về phần trang phục thì bộ jumpsuit cô mặc trong video bị khán giả so sánh với trang phục được thiết kế bởi Thierry Mugler của nghệ sĩ thu âm người Mỹ Beyoncé Knowles khi cô trình diễn tại tour lưu diễn I Am... Tour năm 2009. Ngoài ra, phần giai điệu "na-na-na" trong bài hát lại tiếp tục bị đem ra so sánh với ca khúc "(What Is) Love?" của ca sĩ nhạc Latin-pop Jennifer Lopez.

## Quảng bá
Vào ngày 12 tháng 10 năm 2011, Thủy Tiên đã trình diễn bản phối lại của ca khúc "Thiên đường" tại chương trình Âm nhạc và Bước nhảy với trang phục màu vàng ôm sát cơ thể. Tiếp đó, vào ngày 20 tháng 12 năm 2011, cô đã trình diễn hai ca khúc là "Vẫn mãi yêu anh" và "Thiên đường" tại Trung tâm hội nghị Quốc gia Mỹ Đình tại Hà Nội trong khuôn khổ của chương trình âm nhạc Xuân phát tài 2. Theo Zing, những động tác vũ đạo gợi cảm của cô đã khiến khán giả vô cùng hào hứng và thích thú. Hai ngày sau đó, cô tiếp tục trình diễn ca khúc chủ đề tại sân vận động Thống Nhất, Thành phố Hồ Chí Minh trong chương trình H2Teen Concert cùng vũ đoàn Bước nhảy. Trong màn trình diễn của mình, cô đã vừa hát và vừa cưỡi một chú ngựa như trong video. Dù vậy, vì lượng khán giả bao vây quá đông và thiết kế sân khấu không thuận tiện, cô đã không thể cưỡi hẳn ngựa lên sân khấu để biểu diễn như kế hoạch ban đầu. Vào ngày 30 tháng 12 năm 2011, cô lại tiếp tục trình diễn ca khúc này tại Hà Nội, trong chương trình, cô mặc một chiếc áo cắt cúp và một chiếc quần ngắn màu xanh. Dù vậy, trang phục của cô trong chương trình bị cho là "rẻ tiền", "phản cảm" và "không tôn trọng khán giả." Ngoài ra, giới báo chí cho rằng cô đã hát nhép trên sân khấu. Sau đó, Thủy Tiên đã tổ chức chương trình miễn phí dành cho người hâm mộ vào ngày 6 tháng 1 năm 2012 tại phòng trà Điểm hẹn ở Thành phố Hồ Chí Minh, tại đây cô đã trình diễn các ca khúc nằm trong album, hát theo yêu cầu của khán giả và trả lời phỏng vấn.

## Danh sách ca khúc
| Phiên bản CD | Phiên bản CD       | Phiên bản CD | Phiên bản CD |
| STT          | Nhan đề            | Sáng tác     | Thời lượng   |
| ------------ | ------------------ | ------------ | ------------ |
| 1.           | "Vẫn mãi yêu anh"  | Thủy Tiên    | 4:49         |
| 2.           | "Giấc mơ diệu kỳ"  | Thủy Tiên    | 3:27         |
| 3.           | "Thiên đường"      | Quốc Bảo     | 3:19         |
| 4.           | "Em không cần"     | Hoàng Tôn    | 4:11         |
| 5.           | "Vì em còn yêu"    | Phúc Trường  | 3:27         |
| 6.           | "Cần một vòng tay" | Phúc Trường  | 4:20         |

| DVD đính kèm (trong phiên bản CD/DVD) | DVD đính kèm (trong phiên bản CD/DVD) | DVD đính kèm (trong phiên bản CD/DVD) | DVD đính kèm (trong phiên bản CD/DVD) |
| STT                                   | Nhan đề                               | Đạo diễn                              | Thời lượng                            |
| ------------------------------------- | ------------------------------------- | ------------------------------------- | ------------------------------------- |
| 7.                                    | "Vẫn mãi yêu anh"                     | Bone Hồ                               | 4:30                                  |
| 8.                                    | "Muộn màng"                           | Lê Thiện Viễn                         | 3:38                                  |

## Thực hiện
Danh sách những người thực hiện được ghi danh trong mặt sau của album.
- Quang Chí - giám đốc sản xuất
- Thủy Tiên - sắp xếp, sáng tác
- Phúc Bồ - hòa âm, phối khí, mastering
- Phúc Trường - hòa âm, sáng tác
- Quốc Bảo - sáng tác
- Hoàng Tôn - sáng tác
- Lê Thiện Viễn - nhiếp ảnh gia
- D.O.J Studio - thiết kế
- Minh Nhật - trang điểm
- Thoại - làm tóc